# Голеєшть
Голеєшть, Голеєшті (рум. Golăiești) — село у повіті Ясси в Румунії. Входить до складу комуни Голеєшть.
Село розташоване на відстані 335 км на північ від Бухареста, 12 км на північний схід від Ясс.

## Населення
За даними перепису населення 2002 року у селі проживали 1818 осіб, усі — румуни. Усі жителі села рідною мовою назвали румунську.